# موریان (زیرخانواده)
موریان (نام علمی: Formicinae) نام یک زیرخانواده از تیره مورچه است.